# Jungledwergpatrijs
De jungledwergpatrijs (Perdicula asiatica) is een vogel uit de familie fazantachtigen (Phasianidae). De wetenschappelijke naam van de soort is voor het eerst geldig gepubliceerd in 1790 door Latham.

## Voorkomen
De soort komt voor in India en Sri Lanka en telt 5 ondersoorten:
- P. a. punjaubi: noordwestelijk India.
- P. a. asiatica: noordelijk en centraal India.
- P. a. vidali: zuidwestelijk India.
- P. a. vellorei: zuidelijk India.
- P. a. ceylonensis: Sri Lanka.

## Beschermingsstatus
Op de Rode Lijst van de IUCN heeft de soort de status veilig.